# Tabulatur

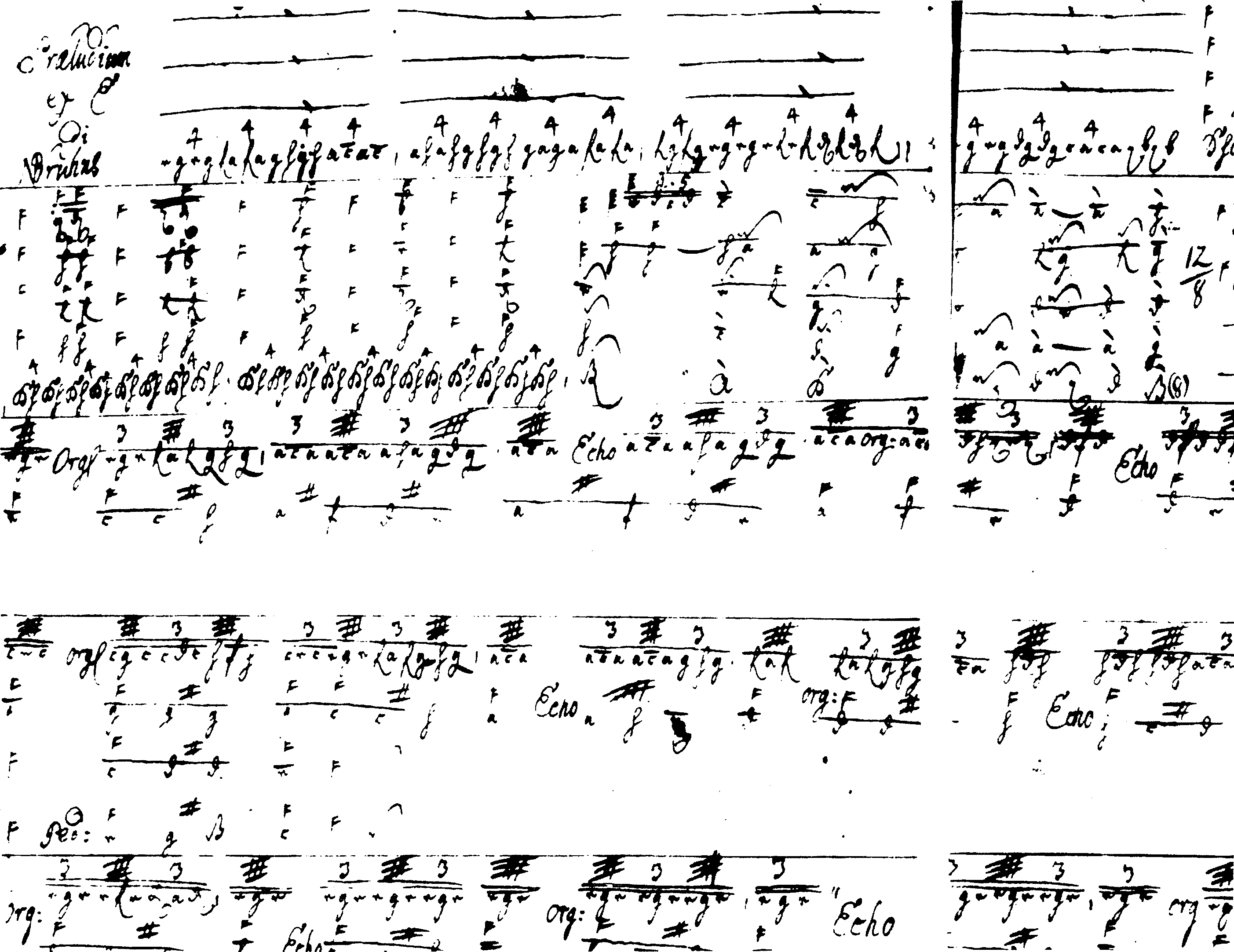
Nicolaus Bruhns, „kleines“ Präludium e-moll in neuer deutscher Orgeltabulatur …

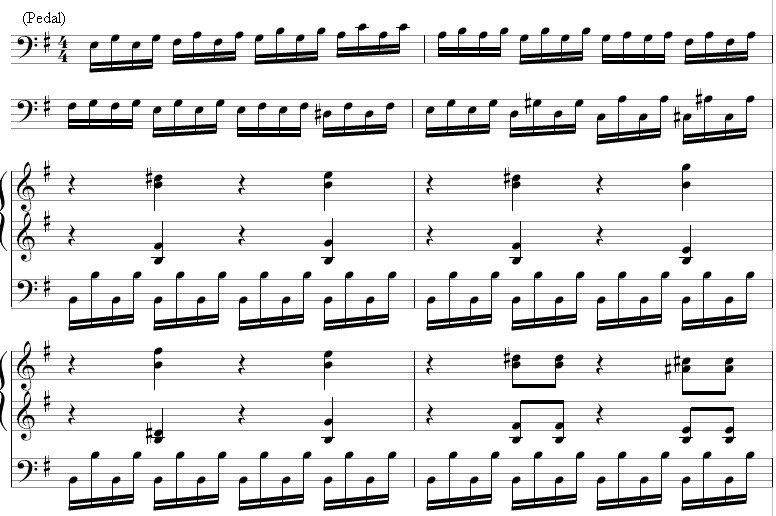
… und in heute üblicher Notation

Die Tabulatur (wie italienisch tabulare ‚tabellarisch ordnen‘, von lateinisch tabula ‚Tafel‘, ‚(Spiel-)Brett‘) oder Griffzeichenschrift ist in der Musik eine Art der Notation für Musikstücke. Zu Beginn des 14. Jahrhunderts wurden Tabulaturen dazu erfunden, mehrere Stimmen polyphoner Vokalmusik für ein Instrument zusammenzuschreiben, zu tabulieren.
In der europäischen Musik wurden im späten Mittelalter, der Renaissance und im Barock verschiedene Formen von Tabulaturen für Tasteninstrumente wie Orgel, Cembalo und Virginal sowie für Saiteninstrumente wie Laute, Theorbe, Vihuela, Gitarre, Gambe und Harfe verwendet.
Orgeltabulaturen verwenden Tonbuchstaben (deutsch), Ziffern (spanisch) oder Notensymbole auf Linien (italienisch) und sind Tonschriften, die auch mit anderen Instrumenten gespielt werden können. Tabulaturen für Lauteninstrumente verwenden Buchstaben (französisch) oder Ziffern (spanisch, italienisch) auf die Saiten darstellenden Linien oder (wie in deutschen Tabulaturen) freie Buchstaben und Ziffern (siehe Historische Lauten- und Gitarrentabulaturen). Lauteninstrumente unterscheiden sich durch ihre verschiedene Saitenzahl und Stimmung voneinander; ihre Tabulaturen sind instrumentenspezifische Griffschriften.
Auch in vielen außereuropäischen Musikkulturen sind Tabulaturnotationen verbreitet. In Japan beispielsweise wird Musik für Saiteninstrumente fast ausschließlich in Tabulatur niedergeschrieben, wobei nicht nur jedes Instrument, sondern auch jede Schule ihre eigene Notationsweise besitzt.
Tabulaturen bzw. Griffschriften für Harmonikainstrumente: siehe Akkordeonschule.

## Tasteninstrumente

### Neue deutsche Orgeltabulatur

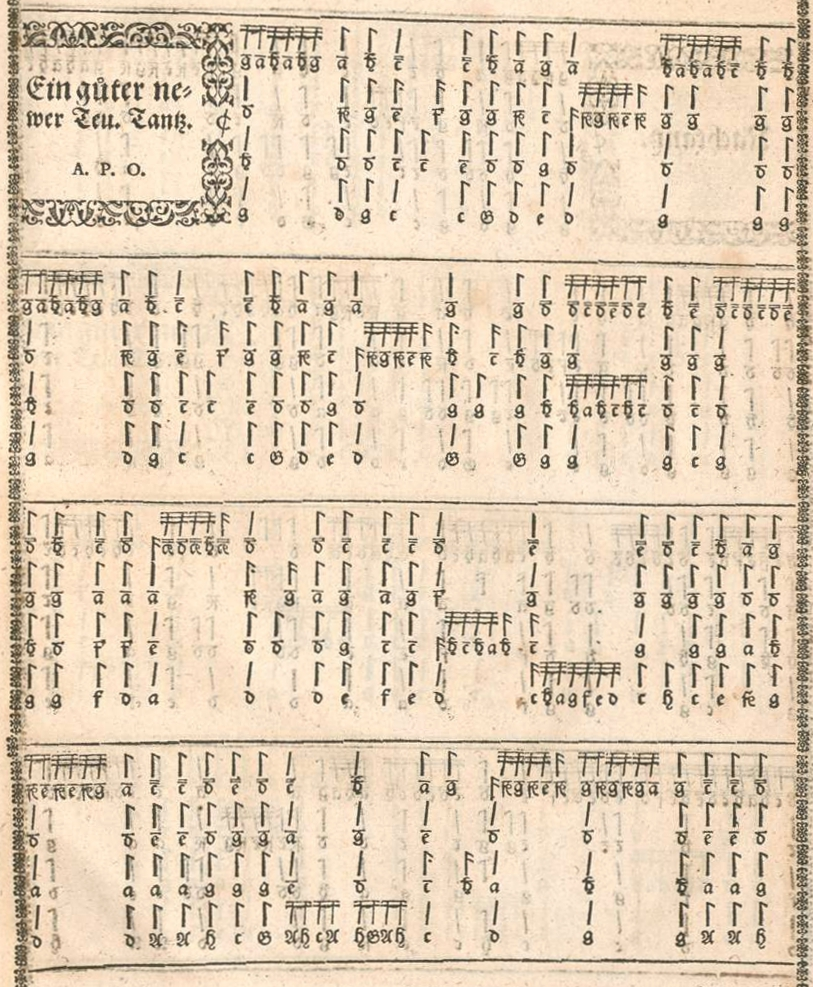
Beispiel für eine deutsche Orgeltabulatur

Die neue deutsche Orgeltabulatur (oft auch norddeutsche Orgeltabulatur genannt) grenzt sich wesentlich von anderen Tabulatur-Notationssystemen ab, denn es handelt sich hierbei nicht um eine instrumentenspezifische Notationsweise, sondern vielmehr um eine universelle, ungleich platzsparendere Art, Musik graphisch darzustellen. Sie entwickelte sich in der zweiten Hälfte des 16. Jahrhunderts aus der sogenannten alten deutschen Orgeltabulatur, die ihrerseits eine Kombination aus Linien- (für die obere Stimme) und Buchstabennotation (für die unteren Stimmen) darstellt. Die neue deutsche Orgeltabulatur wurde im 17. Jahrhundert zunehmend für Partiturniederschriften jeglicher Art von instrumentaler und vokaler Musik genutzt. So sind die meisten der geistlichen Vokalkonzerte Dieterich Buxtehudes beispielsweise ausschließlich in Tabulatur überliefert.
Die neue deutsche Orgeltabulatur ist eine Notenschrift, die sich ausschließlich aus Buchstaben und Zeichen zusammensetzt. Jede Stimme besteht aus drei Ebenen:
1. der Angabe des Notenwertes
2. der Angabe der jeweiligen Oktave
3. der Angabe des Notennamens durch einen Buchstaben (Alterationen werden durch leichte Modifikationen des Buchstabens deutlich gemacht)

Die einzelnen Stimmen werden entsprechend der „modernen“ Partiturschrift untereinander angeordnet.
Die Grafik rechts verdeutlicht den Aufbau der neuen deutschen Orgeltabulatur am Beispiel des ersten Taktes des weiter unten angeführten Geistlichen Konzertes „Wachet auf ruft uns die Stimme“ von Franz Tunder. Eine Alteration findet sich gleich zu Beginn des ersten Taktes in Stimme 3. Sie wird durch einen starken Niederstrich, der an den Buchstaben (in diesem Falle ‚f‘) angehängt wird, deutlich gemacht. Durch diese sehr ökonomische Notationsweise werden Notenschlüssel und Tonartvorzeichnungen überflüssig.
Die einzelnen Stimmen werden mitunter, wie auch in diesem Beispiel, aus Gründen der Platzersparnis relativ dicht untereinander geschrieben, sodass sich Buchstaben und Zeichen oft überschneiden. Der große Abstand zwischen 3. und 4. Stimme ist mit der später einsetzenden Gesangsstimme zu begründen.
Die Übertragung einer in neuer deutscher Orgeltabulatur geschriebenen Partitur in „moderne“ Notenschrift sieht folgendermaßen aus (links das Original, rechts die Übertragung), hier durchgeführt an dem Beginn des Geistlichen Konzertes Wachet auf ruft uns die Stimme für Sopran, 3 Violinen und Basso Continuo des Lübecker Organisten und Werkmeisters Franz Tunder (1614–1667):
| Beginn des Geistlichen Konzertes „Wachet auf ruft uns die stimme“ von Franz Tunder |  | Übertragung der Anfangstakte des Geistlichen Konzertes „Wachet auf ruft uns die Stimme“ von Franz Tunder |

### Spanische Orgeltabulatur
Juan Bermudo erwähnt 1555 zwei numerische Tabulatursysteme für die Notation von Musik für Tasteninstrumente. Gebräuchlich wurde jedoch in Spanien ein anderer Tabulaturtyp, der zum ersten Mal durch Luis Venegas de Henestrosa als cifra nueva überliefert ist.
In dieser Tabulatur bekommt jede Stimme eine Linie. Die Tonhöhen werden als Ziffern notiert, und zwar von f = 1 bis e1 = 7. Als Oktavzeichen dienen entweder Punkte oben hinter der Note (Erhöhung um eine Oktave pro Punkt) oder Striche unten an der Note (Erniedrigung um eine Oktave pro Strich). Vorzeichen werden als b (Erniedrigung) und x bzw. * (Erhöhung) hinter die Note gesetzt.
Der Rhythmus wird über dem Notensystem notiert, indem die Dauer als kleine Note angezeigt wird, nach der die nächste zu spielende Note eintritt. Sich wiederholende Dauern werden nicht erneut notiert. Soll eine Stimme pausieren, wird dies in der Stimme durch einen Schrägstrich angezeigt. Außerdem gibt es ein Zeichen für die Überbindung, das die Form eines Kommas hat.
Taktart und Grundvorzeichen werden vor dem ersten System notiert, dort werden Kreuze jedoch mit dem heutigen Auflösungszeichen dargestellt.
Diese Art der Tabulatur war bis zur Mitte des 17. Jahrhunderts gebräuchlich. Sie eignet sich besonders für den Druck mit Typen und war daher leichter zu vervielfältigen als die Notenschrift.

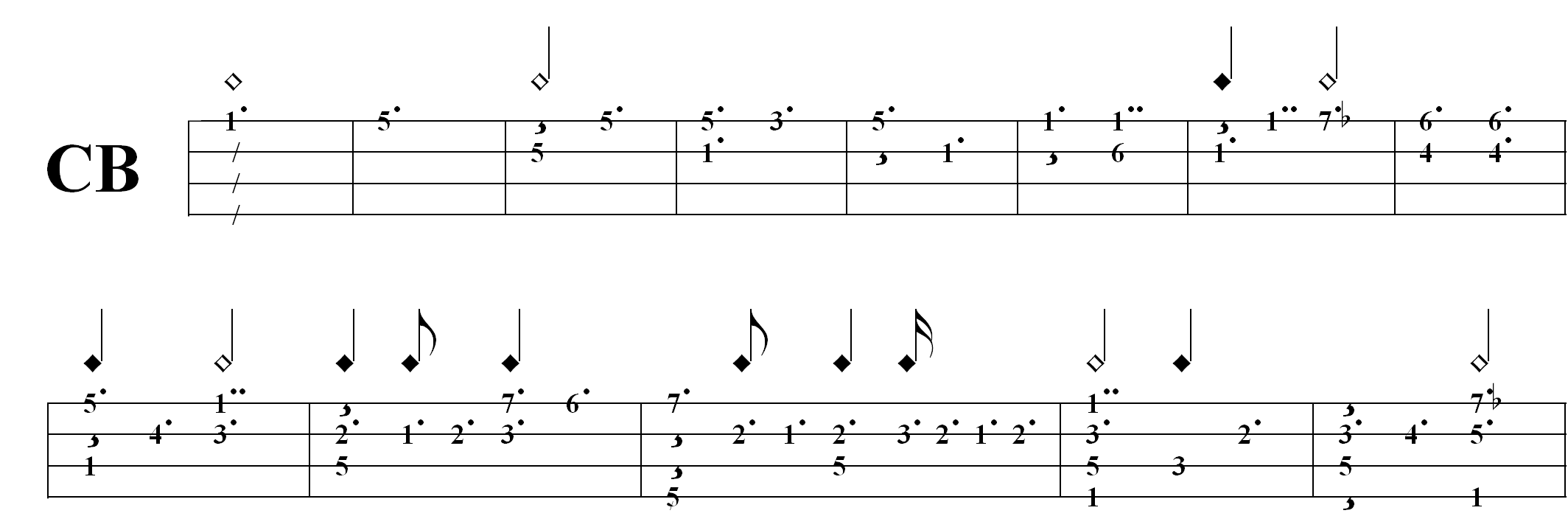
Francisco Correa de Arauxo: Tiento tercero de sexto tono, Beginn in spanischer Orgeltabulatur

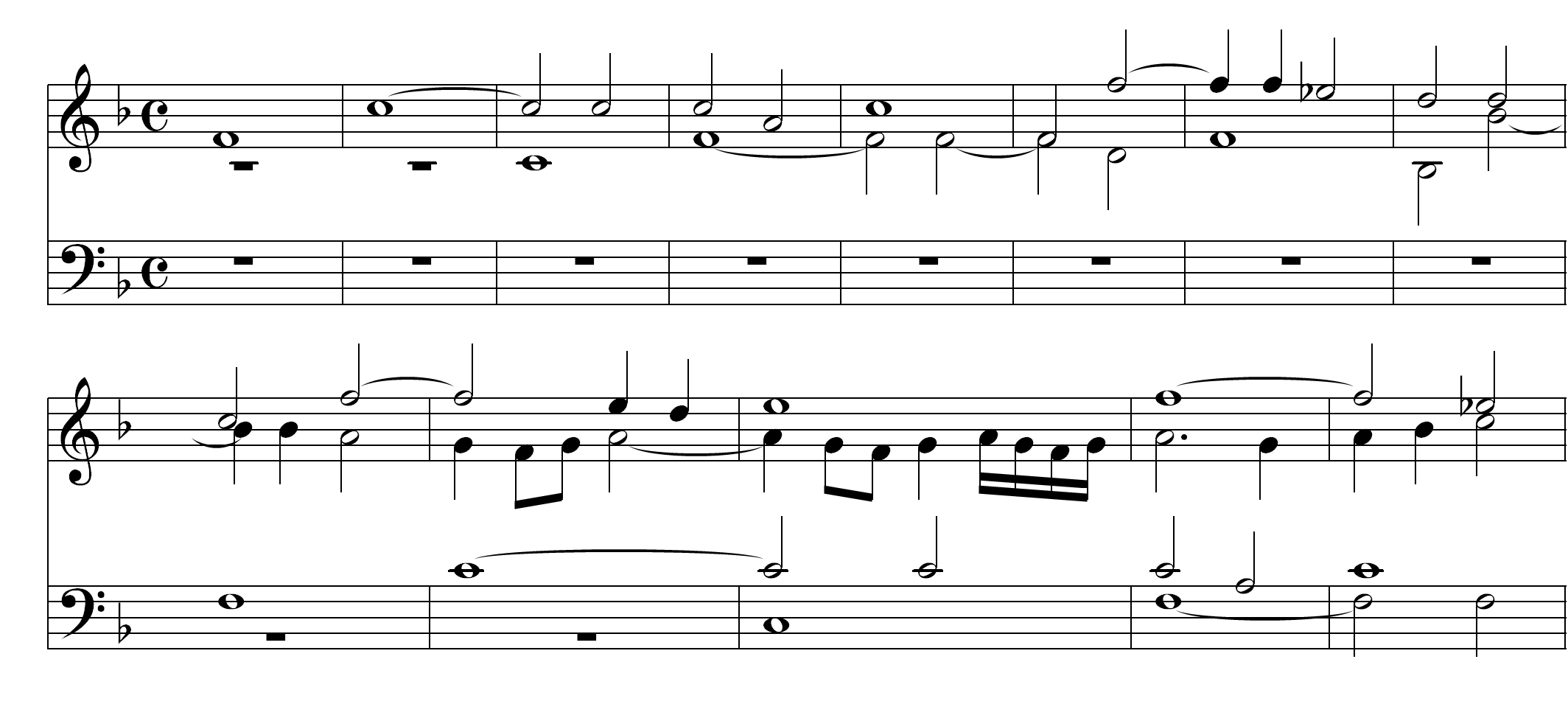
Übertragung in moderne Notation

## Saiteninstrumente

### Historische Lauten- und Gitarrentabulaturen
Seit dem Aufkommen des polyphonen Spiels auf der Laute um 1500 bis zum Ende des 18. Jahrhunderts wurde Musik für Laute und Lauteninstrumente wie Orpharion, Theorbe, Colascione, Angelique, Cister, Mandora, Vihuela und Gitarre in Form der Tabulatur notiert. Erste Lautentabulaturen dürften bereits vor 1473 entstanden sein. Die älteste erhaltene gedruckte Lautentabulatur stammt von dem italienischen Musikverleger und Notendrucker Ottaviano Petrucci aus dem Jahr 1507. Die ältesten Lautenbücher enthalten Tabulaturen mit Tabulierungen von Gesangsstücken wie Motetten, Madrigalen oder Canzonen. Man kann unterscheiden zwischen Tabulaturtypen, die auf Linien notiert werden, so genannten romanischen Lautentabulaturen (italienische, französische, spanische, neapolitanische), und einem Typus, der ohne Linien auskommt (deutsche Tabulatur).
Frühe Gitarrentabulaturen (für die vierchörige Gitarre) stammen von Alonso Mudarra (1546) und Miguel de Fuenllana (1554).
Der Rhythmus der Musik wird bei allen Tabulaturformen über den betreffenden Tabulaturzeichen (den Zahlen oder Buchstaben) notiert. Dazu werden Notenzeichen verwendet, zunächst die weiße Mensuralnotation (in spanischen, manchen italienischen und frühen deutschen Tabulaturen), im 17. Jahrhundert vermehrt auch moderne Notenzeichen. Auch reduzierte Formen waren verbreitet, nämlich Fähnchen am Notenhals ohne Kopf. Bei den Mensuralnotenzeichen in reduzierter Form wurden Notenhälse mit zwei und mehr Fähnchen oft zu Zweier- oder Vierergruppen verbunden (16. Jahrhundert, „Leiterlein“). Dabei bedeuten im Einzelnen:

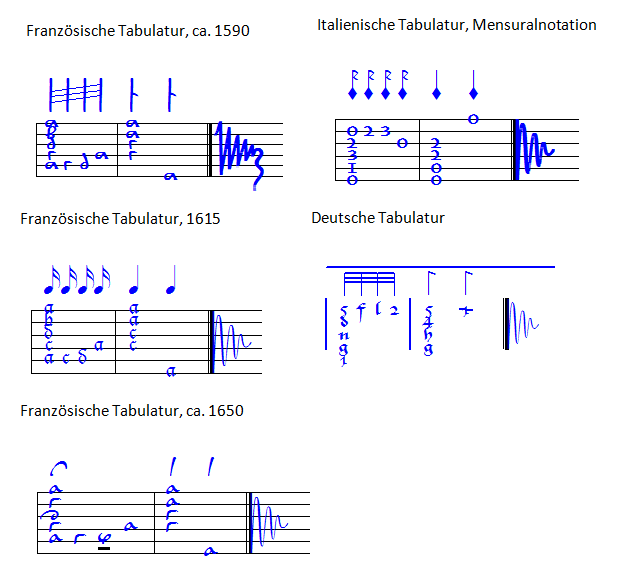
Tabulaturtypen für Lauteninstrumente

- Einfacher Notenhals mit kurzem Fähnchen links: Brevis (Doppelganze Note)
- Einfacher Notenhals ohne Fähnchen: Ganze Note
- Notenhals mit einem Fähnchen rechts: Halbe Note
- Notenhals mit zwei Fähnchen rechts: Viertelnote
- Notenhals mit drei Fähnchen rechts: Achtelnote
- Notenhals mit vier Fähnchen rechts: Sechzehntelnote

Die Rhythmuszeichen bezeichnen jedoch nicht einzelne Tondauern (Notenwerte), sondern sie markieren die Dauer bis zum Erklingen des nächsten Tones. Folgen einander Dauern gleicher Länge, wird dies meist nicht erneut notiert.
In französischen Tabulaturen begegnen folgende Hilfszeichen: Zur Kennzeichnung gehaltener Noten (Tenuto) werden diagonale Linien von den zu haltenden Tönen bis zum Ende der Tondauer benutzt. Schrägstriche zwischen den Tabulaturbuchstaben eines Akkords bezeichnen das Separée-Spiel (rasch nacheinander anschlagen). In Lautentabulaturen sind Bindebögen erst seit der Mitte des 17. Jahrhunderts belegt. Zur Bezeichnung des Fingersatzes der rechten Hand werden ein bis drei Punkte für Zeige-, Mittel- und Ringfinger notiert sowie ein kleiner, senkrechter Strich unter dem Tabulaturbuchstaben als Symbol für den Daumen.

#### Romanische Lautentabulaturen und Gitarrentabulaturen

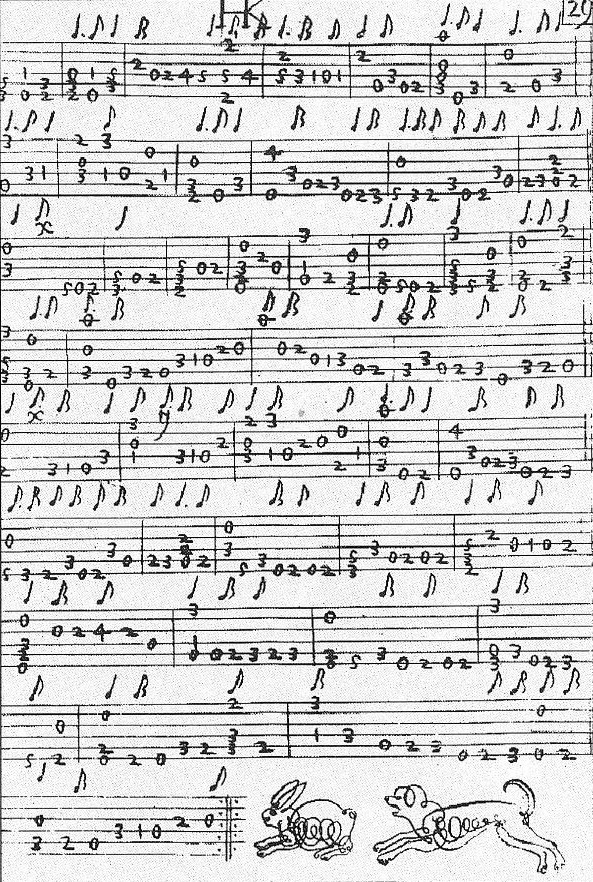
Italienische Lautentabulatur

Bei den romanischen Lautentabulaturen (ab ca. 1500) werden sechs horizontale Linien verwendet, welche die sechs Spielchöre der Laute über dem Griffbrett darstellen (Chor = Saitenpaar).
Bei der bis 1616 (für die Basslaute bis etwa 1670) verwendete italienischen Tabulatur (italienisch intavolatura) steht die unterste Linie für den höchsten Chor. Für die Bundpositionen werden Zahlzeichen verwendet, wobei 0 den nicht gegriffenen Chor bedeutet, 1 den ersten Bund, 2 den zweiten Bund usw. Für den siebten Chor wird von einigen Autoren eine 0 über dem Liniensystem verwendet, andere Autoren verwenden eine waagrecht durchgestrichene 0 über dem Liniensystem. Für den achten und neunten Chor werden die arabischen Zahlzeichen 8 und 9 benutzt, für den zehnten Chor dagegen das römische Zahlzeichen X (über dem Liniensystem). Für den elften Chor verwenden manche Autoren die 11 (auch „ij“ notiert), andere dagegen ein V, das wohl aus der 11 hervorgegangen sein dürfte. Für den zwölften bis 14. Chor werden meist die Zahlzeichen 12 bis 14 verwendet.
Bei der französischen Tabulatur und der spanischen Tabulatur (letztere für Vihuela bei Luis de Milán, 1536) stellt die oberste Linie den höchsten Chor dar. Bei der spanischen Tabulatur werden wie bei der italienischen Zahlzeichen verwendet. Die französische Lautentabulatur (wie sie etwa von Guillaume Morlay (Le premier livre de chansons. 1552), Adrian Le Roy und Robert Ballard (Troisieme livre de tabulature de guiterre. 1552) sowie für Johann Sebastian Bachs Lautenwerke verwendet wurde) dagegen verwendet Buchstaben, wobei a den nicht gegriffenen Chor bedeutet, b den ersten Bund, c den zweiten Bund usw. Der Buchstabe c ist in der Mehrheit der erhaltenen französischen Lautentabulaturen durch r ersetzt. In Frankreich wird in den französischen Lautentabulaturen ab ca. 1630 der Buchstabe e in der Form eines griechischen φ geschrieben. Zur Bezeichnung der nicht gegriffenen Basschöre (Bordunsaiten) wird der Buchstabe a unter dem Liniensystem verwendet. Dabei ist a der siebte Chor, /a der achte, //a der neunte, ///a der zehnte Chor (statt /a, //a, ///a schreiben manche englische Autoren 1, 2, 3). Für den elften bis 14. Chor werden allgemein die Zahlzeichen 4, 5, 6 und 7 verwendet.
Akkordtöne werden senkrecht übereinander geschrieben, wobei in der Anwendung für Barockgitarre (und Chitarra battente) zum jeweiligen Akkord gehörende nicht gegriffene Chöre („leere Saiten“) häufig nicht notiert sind.

#### Deutsche Lautentabulatur

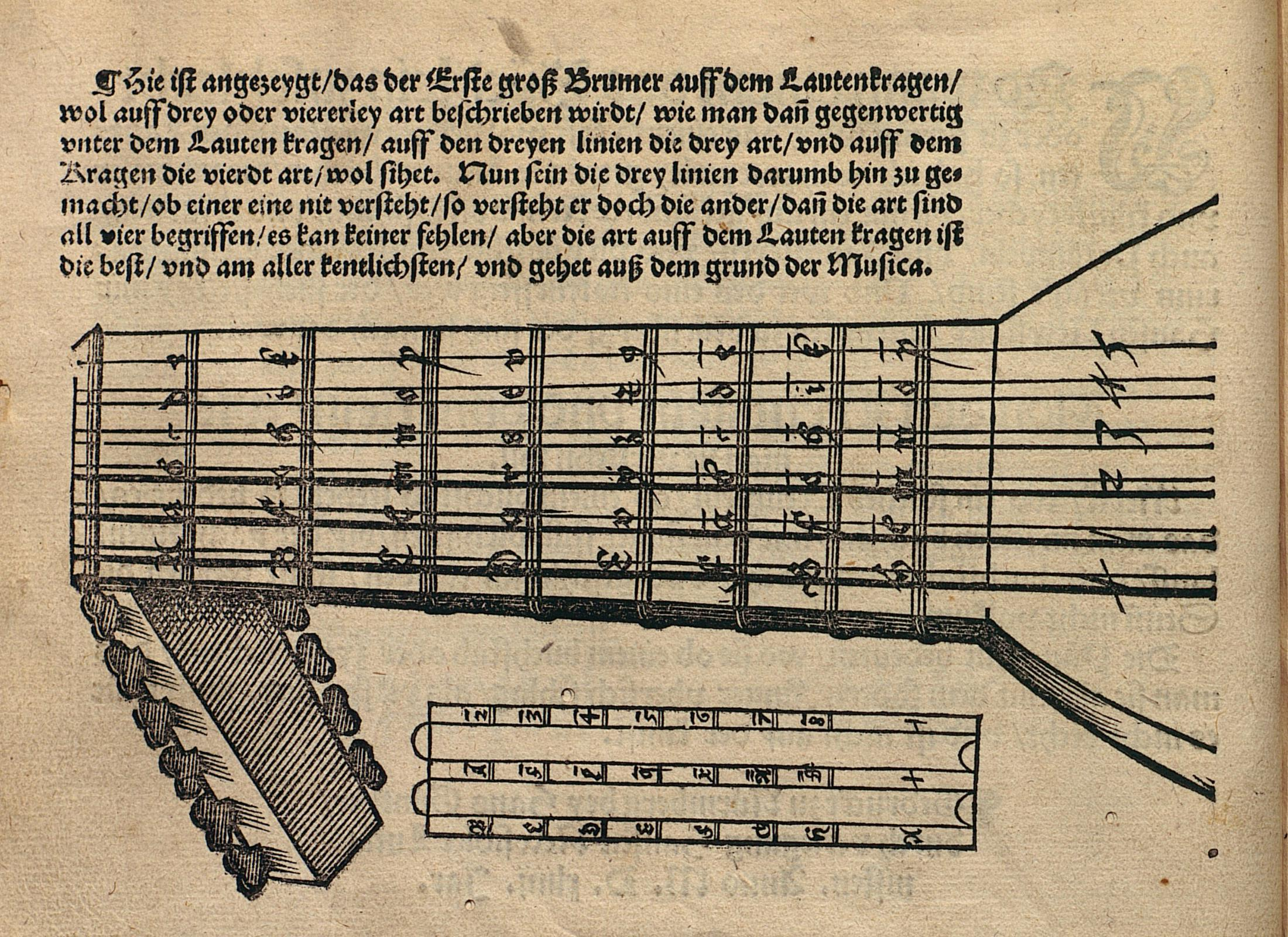
Bezeichnungen der Griffpositionen bei Hans Neusidler, Nürnberg 1544

Die Herkunft der linienlosen deutschen Tabulatur lässt sich bis ins 15. Jahrhundert zurückverfolgen. Der blinde Organist Conrad Paumann gilt als ihr Erfinder. Sie wurde im deutschen Sprachgebiet bis zum Anfang des 17. Jahrhunderts verwendet (Długoraj 1619, Königsberger Lautenbuch u. a.).
Bei der deutschen Lautentabulatur sind die zu greifenden Töne durch über- und nebeneinander angeordnete Zahlen und Buchstaben gekennzeichnet. Die ersten fünf Chöre sind in der Tabulatur mit 1–5 durchnummeriert (1 ist der tiefste, 5 der höchste Chor). Die Griffpositionen werden durch einen Buchstaben des Alphabetes bezeichnet, d. h. der erste Chor im ersten Bund ist der Buchstabe a, der zweite Chor im ersten Bund der Buchstabe b, der dritte Chor im ersten Bund der Buchstabe c, der vierte Chor im ersten Bund der Buchstabe d, der fünfte Chor im ersten Bund der Buchstabe e; der erste Chor im zweiten Bund ist der Buchstabe f, der zweite Chor im zweiten Bund der Buchstabe g usw.
Die Buchstaben j, u, w wurden nicht verwendet. Dafür werden zwei weitere Zeichen benutzt, nämlich et (ähnlich dem Zahlzeichen 7) für die Position vierter Chor / fünfter Bund sowie con (ähnlich dem Zahlzeichen 9) für den fünften Chor im fünften Bund. Ab dem sechsten Bund aufwärts, werden die Buchstaben des Alphabetes wiederholt, wobei entweder ein Apostroph hinzugefügt wird (a', b', …), Beistriche über den Buchstaben, oder die Buchstaben verdoppelt werden (aa, bb, …).
Um 1500 wurde der europäischen Laute in der Tiefe ein sechster Chor hinzugefügt. Die Symbole für den sechsten Chor und seine Bundpositionen variieren je nach Autor (Hans Judenkönig, Hans Neusidler, Hans Gerle, Matthäus Waissel). So ist bei Gerle der sechste Chor mit einer mit einem Oberstrich versehenen 1 bezeichnet und die Bünde mit den überstrichen Ziffern 2, 3 usw.
Akkordtöne werden senkrecht übereinander geschrieben. Melodische Bewegungen werden ungeachtet der jeweiligen Stimmlage in der obersten Linie notiert.
Die Saitennamen (bei Ottaviano Petrucci lauteten Contrabasso, Bordone, Tenore, Mezzana, Sottana und Canto.

#### Alfabeto und Cifras
Ein spezieller Fall ist die von Juan Carlos Amat (als Cifras) entwickelte und nach 1580 aufkommende sowie im 17. Jahrhundert verbreitete Bezeichnung der häufig wiederkehrenden Akkordgriffe in der Tabulatur für Gitarre. In Spanien wurden dazu arabische Ziffern (Cifras) sowie Symbole benutzt. In Italien (so bei Francesco Palumbi und 1606 bei Girolamo Montesardo) wurden zur Bezeichnung der Akkordgriffe lateinische Großbuchstaben und Symbole verwendet, das so genannte Alfabeto (auch Alfabetto und Alphabeto, in Spanien auch Abecedario oder ABCedario genannt), welches auch in Spanien sowie im deutschen und französischen Sprachraum ein verbreitetes System war. Die Buchstaben in Tabulaturen (etwa von Gaspar Sanz oder Corbetta) für die Barockgitarre bezeichnen jedoch keine Tonarten und dementsprechend können die dadurch angezeigten Akkorde transponiert werden (so bedeutet – in der „ersten“ Lage – z. B. + einen e-Moll Griff, A einen G-Dur-Griff, nicht A-Dur oder a-Moll, B bezeichnet den Griff für C-Dur, C für D-Dur, D für a-Moll, E für d-Moll, … I für A-Dur, K für b-moll, L für c-moll, M für Es-Dur.). Eine Zahl über dem Buchstaben kann die relative Lage der Greifhand anzeigen: Steht keine Zahl darüber, so steht A für G-Dur, mit einer 3 darüber für eine Verschiebung des Griffes um zwei Bünde auf Griffbrett und es erklingt dann ein H-Dur-Akkord. Zudem wird durch nach unten bzw. oben gerichtete Striche die Richtung der anschlagenden Hand bezeichnet. Einige Komponisten wie Foscarini und Carlo Calvi benutzten auch Zeichen für alterierte („dissonante“) Akkorde. Diese Art der Notation lässt allerdings kaum eine anspruchsvolle Stimmführung zu (Im Syntagma musicum vergleicht Michael Praetorius solches Musizieren mit dem „Schrumpen“ der Komödianten und Possenreißer). Nach 1630 integrierten italienische Gitarrenkomponisten das Alfabeto auch in das Liniensystem der Tabulatur. In einem solchen gemischten System wurden die beim Akkordspiel wegzulassenden Töne bzw. Saiten mit einem Punkt gekennzeichnet. Das Alfabeto war bis in die zweite Hälfte des 18. Jahrhunderts in Gebrauch (Antoine Bailleux, 1773). Eine Kombination von Alfabeto (für das ragueado) und Melodiespiel (punteado) findet sich erstmals 1629 bei Foscarini.
Eine Kombination von Akkordsymbolen mit darüber notierten Ziffern und Symbolen zur Angabe von Melodie und Rhythmus stellte im 20. Jahrhundert der australische Gitarrist Joe Washington als Strata-System vor.

### Moderne Gitarrentabulatur

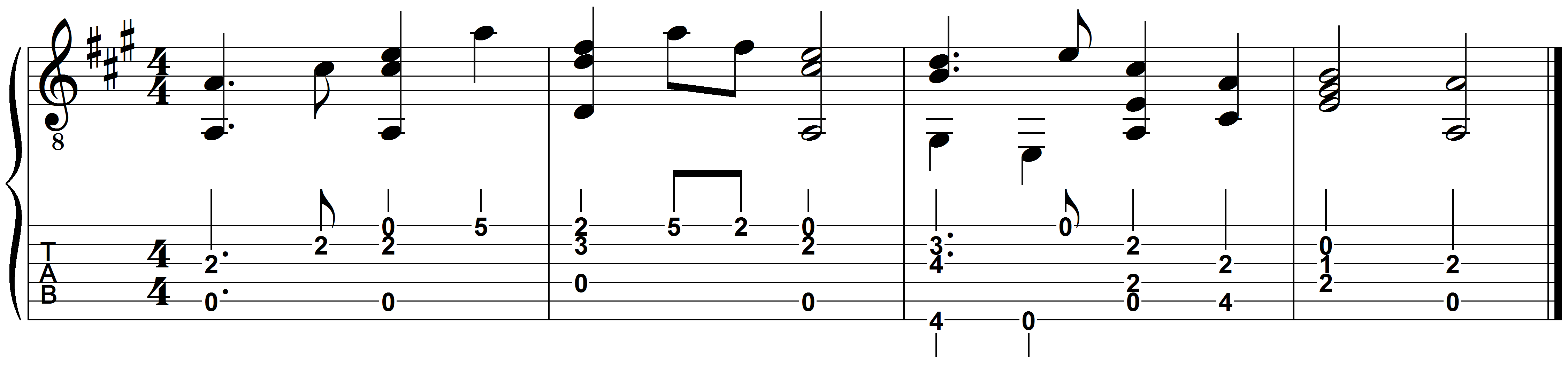
„Alle Vöglein sind schon da“ in moderner Gitarrentabulatur mit zwei Systemen, oben Notenschrift und unten in Tabulatur.

Die moderne Gitarrentabulatur entspricht in der Anordnung der Saitenlinien (die höchste Saite entspricht der obersten Linie) und durch die Verwendung von Bundziffern der sogenannten spanischen Tabulatur. Der Rhythmus kann mit über den Zahlen stehenden Notenzeichen angegeben werden. Im Gegensatz zu den historischen Tabulaturen verfügt die moderne Gitarrentabulatur über ein erweitertes Zeichenrepertoire für spezielle Spieltechniken und oftmals über ein zweites System mit einer Transkription der Tabulatur in moderne Notenschrift, gelegentlich ergänzt durch Akkordsymbole und Akkord-Griffbilder.

## Computergenerierte Tabulaturen

### ASCII-Tabulaturen
Eine elementare Methode der Tabulaturerzeugung am Computer ist die insbesondere in den Anfangszeiten des Internets weit verbreitete ASCII-Tabulatur, die sich mit einfachen Texteditoren erzeugen lässt.
Eine rudimentäre ASCII-Tabulatur mit dem Anfang der englischen Melodie Greensleeves:
e|-------------0---1-0------------------------------------------

h|------1---3-----------3---0--------0--1---------------0-------

G|---2--2------0--------0------0---2----2---2--2---1-2------1---

D|-----------------------------0-------------------------------2

A|------0------3------------------------0------0----------------

E|----------------------3------3------------------------0-------

### Notensatzprogramme
Moderne Notensatzprogramme wie beispielsweise MuseScore ermöglichen in der Regel auch die Erstellung unterschiedlicher Tabulaturtypen. Auch mit textbasierten Programmen wie LilyPond oder dem auf der ABC Musiknotation beruhenden Zusatzprogramm abctab2ps können mit den entsprechenden Kenntnissen Tabulaturen erzeugt werden.

### Tabulaturprogramme
Ein Tabulaturprogramm ist eine eigenständige Software zur Erstellung von Tabulaturen am Computer. Viele Tabulatur-Editoren richten sich primär an Musiker populärer Genres und verfügen daher neben einem besonderen Zeichenvorrat für spezielle Spieltechniken beispielsweise der E-Gitarre und Möglichkeiten zur Erzeugung von mehrspurigen Begleittracks (Bass, Schlagzeug) oftmals lediglich über rudimentäre, in der Stimmanzahl reduzierte Darstellungsmöglichkeiten bei der Ausgabe in Standdardnotation. Bei Tabulatur-Editoren für Renaissance- und Barocklaute wie Django, Fandango oder Fronimo versuchen die Programmierer, das visuelle Erscheinungsbild historischer Tabulaturausgaben nachzuahmen. Seit den 1970er Jahren werden zudem die Möglichkeiten der durch Computerprogramme unterstützten Transkription historischer Tabulaturquellen erforscht.
- Guitar Pro ist ein kommerzielles Notensatz- und Tabulaturprogramm, welches erstmals mit der Version 5 zum Abspielen seiner Dateien eine eigene Sound Bibliothek mitbrachte.
- Power Tab ist ein Closed-Source-Freeware-Programm zum Betrieb unter Windows.
- TaBazar ist ein ehemals kommerzielles Programm, das von seinem Entwickler seit 2012 zur kostenlosen Nutzung freigegeben wurde. Im Gegensatz zu vielen anderen Editoren kann TaBazar Tabulaturen für unterschiedliche Saiten- und Perkussionsinstrumente bei Bedarf auch als bis zu vierstimmige polyphone Notensätze darstellen.
- TuxGuitar ist plattformübergreifendes, freies Programm (LGPL), welches unter anderem die Guitar-Pro- und Power-Tab-Dateiformate verarbeiten kann.
- TEFview ist eine Freeware, mit der mit dem kommerziellen Tabulatur-Editor TablEdit erzeugte Tabulaturen angeschaut, abgespielt und ausgedruckt werden können.

Beispiel für eine mit modernen Notensatz- bzw. Tabulaturprogrammen erzeugte Gitarrentabulatur für E-Gitarre: